# Albrecht Haushofer
Albrecht Haushofer, född 7 januari 1903 i München, Tyskland, död 23 april 1945 i Berlin, var en tysk geograf, geopolitiker och professor och son till Karl Haushofer. Han blev 1931 personlige rådgivare åt Rudolf Hess, men blev senare medlem av tyska motståndsrörelsen mot nazismen.

## Biografi
Haushofer var son till den pensionerade generalen i första världskriget och geografen Karl Haushofer och hans hustru Martha, född Mayer-Doss. Han studerade geografi och historia vid Münchens universitet och utexaminerades 1924 med sin doktorsavhandling Paß- Staaten in den Alpen, med Erich von Drygalski som handledare. Haushofer arbetade sedan som assistent åt Albrecht Penck.
En medstudent i geopolitik var Rudolf Hess, en mycket tidig anhängare av Adolf Hitler och nära vän till Haushofers far. Karl Haushofer var en frekvent besökare i Landsbergfängelset, där Hitler och Hess fängslades efter att den misslyckade ölhallskuppen i München och utgivningen av Mein Kampf 1923. Senare under Nürnberglagarna av 1935 (effektivt från 1936), kategoriserades Haushofer som en Mischling (av delvid judisk härstamning). Hess, som efter 1933 var ställföreträdande Führer, lyckades emellertid att få utfärdat ett germanskt blodcertifikat för honom.
Haushofer utsågs till generalsekreterare för Gesellschaft für Erdkundes geografiska sällskap i Berlin och redaktör för dess tidskrift. Han innehade denna position från 1928 till 1938. Haushofer reste världen runt i sin officiella egenskap och föreläste och fick en bred erfarenhet av internationella frågor.
Han började undervisa i geopolitik vid Deutsche Hochschule für Politik 1933, som hade förlorat många av sina lärare vid nazisternas övertagande av makten. När akademin införlivades i Universitetet i Berlin 1940 blev han professor vid fakulteten för utländska studier (Auslandswissenschaftliche Fakultät). Han var också rådgivare vid Dienststelle Ribbentrop i nazistpartiet från 1934 till 1938, då byrån upplöstes när Joachim von Ribbentrop utsågs till utrikesminister. Haushofer arbetade då fram till 1941 ibland på propagandaavdelningen vid det tyska utrikesdepartementet (Informationsabteilung des Auswärtigen Amtes).
Haushofer fick en inblick i nazistpolitiken och närmade sig från mitten av 1930-talet och framåt två tyska motståndskretsar. Efter andra världskrigets utbrott anslöt sig Haushofer till de konservativa motståndarna kring den preussiska finansministern Johannes Popitz. Han lärde också känna Peter Yorck von Wartenburg och Helmuth James Graf von Moltke från Oppositionen i Kreisau Circle samt personer från Röda orkestergruppen, vars Berlinledare Arvid Harnack och Harro Schulze-Boysen också hade undervisat vid Hochschule für Politik.
Haushofer var som mellanhand involverad i Hess försök att förhandla om fred med fransmännen och britterna. Det har spekulerats om att han kan ha uppmuntrat Hess att flyga till Skottland 1941, varefter Haushofers framtid förändrades. Misstänkt för att ha hjälpt Hess sattes han i fängelse i några veckor och hölls sedan under Gestapos övervakning. Högt uppsatta medlemmar av nazistpartiet såg ogillande på hans halvjudiska mor.
Han kom överens om att det enda sättet att förhindra en fullständig militär och politisk katastrof var att avsätta Hitler. Efter det misslyckade bombattentatet 1944 gömde sig Haushofer, men greps på en gård i Bayern den 7 december 1944.

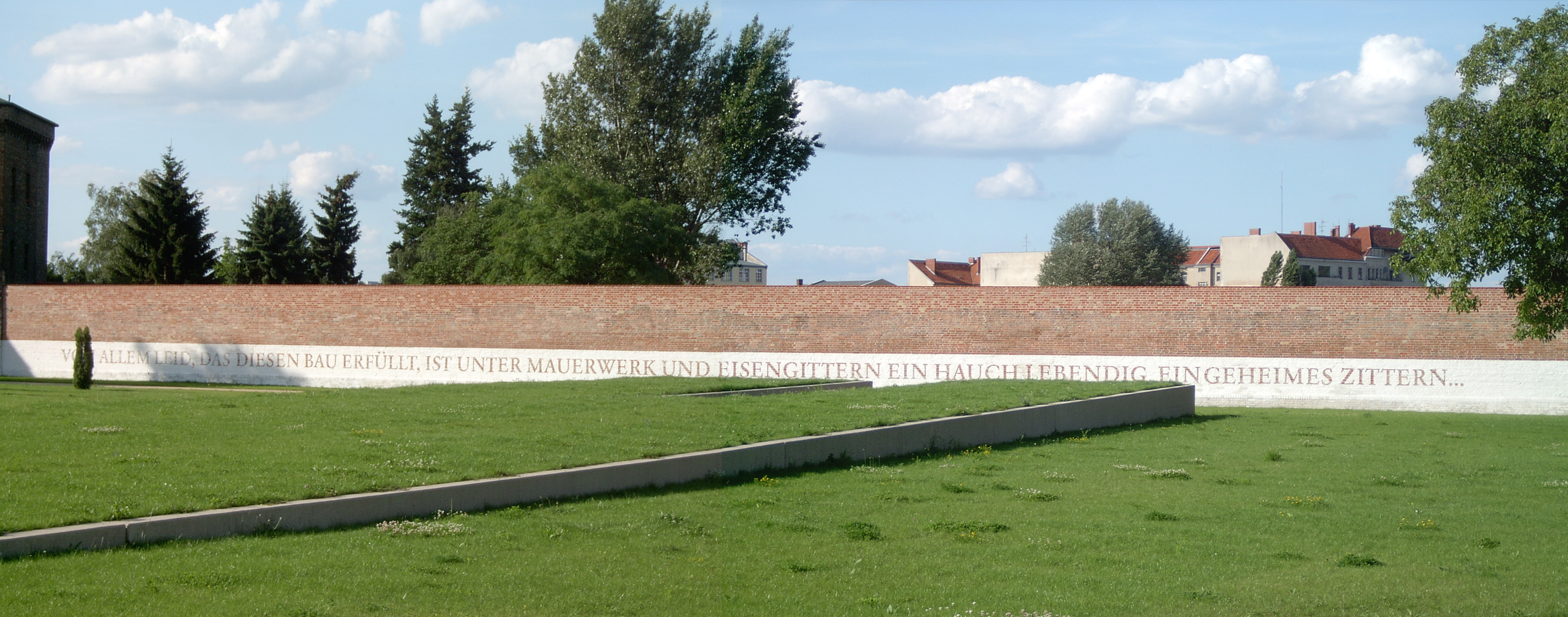
En rad sonetter skrivna på Moabitfängelsets bevarade väggar

Fängslad i Berlin Moabitfängelset skrev han sina Moabit Sonnets, postumt publicerad 1946. Natten den 22/23 april 1945, när Röda arméns trupper redan hade gått in i Berlin, sköts Haushofer och andra fångar som Klaus Bonhoeffer och Rüdiger Schleicher i nacken av SS-soldater på närliggande Invalidenstraße. Hans kropp hittades av hans bror Heinz den 12 maj 1945.